# 丁野奈都子
丁野 奈都子（ちょうの なつこ、1977年7月6日 - ）は、元モデルで、現在シー・フォルダに所属するタレント（フリーアナウンサー）である。

## 概要・経歴
主な活動は、司会者/マスターオブセレモニー（MC）/キャスター/リポーターなど。東京都内でフリーアナウンサーとして活動している傍ら、キャスターやリポーターとして多数のテレビで活躍していた。2児の母。
- 語学　「きょうの世界」では、海外からのゲストに対して度々、英語で直接インタビューしていた。
- 趣味　映画、読書、料理、三味線、ストレッチ
- 特技　ピアノ、硬式テニス、バレーボール
- 資格　普通自動車免許、着付け

### 略歴
- 1977年7月　兵庫県宝塚市に生まれる。血液型はB型。
- 1995年1月　阪神・淡路大震災で被災、避難生活を経験する。
- 1996年
  - 3月　兵庫県立宝塚北高等学校普通科を卒業。
  - 4月　関西学院大学社会学部に入学。
- 在学中の1998年1月、大阪今宮戎神社の「ミス福娘」に選ばれ、観光PRやモデル活動を始める。
- 2000年
  - 3月　関西学院大学社会学部を卒業。
  - ?月　宮崎放送へアナウンサーとして入社。
- 2003年　宮崎放送を退社し、シー・フォルダに所属。フリーアナウンサーに転身。
- 2005年10月より2011年3月まではNHK衛星第1テレビ（BS1）の報道番組で活躍していた。
- 2019年11月よりロンドン在住[2]。

## 出演番組

### 過去の出演番組
- YOKOHAMA My Choice!-FMヨコハマ(〜2019年7月、毎週日曜日 8:30-9:00)[1]
- 社会福祉への招待－放送大学231ch (2016年4月毎週土曜日 20:45～21:30)

- きょうの世界 －NHK BS1 (2005年10月3日〜2011年3月31日)[3]
- トップ&リレーナイター・巨人戦中継　（フジテレビ）
- サイエンスステージ　（NHK総合）
- 科学大好き土よう塾　（NHK教育）
- 経済討論バトル頂上決戦　（テレビ朝日）
- どう活かす！東京都17年度予算　（テレビ東京）
- 2004ワールドグランプリ女子バレーボール　（フジテレビ）
- ワールドカップバレーボール2003　（フジテレビ）
- H16年 講道館杯 全日本体重別選手権大会　（フジテレビ）
- 世界柔道2005　（フジテレビ）
- 高校進学を考える　（テレビ埼玉）
- MRTニュースワイド　（宮崎放送）

## 記事
- バーチャル理髪店、ミュージカル配信…コロナ禍の英国生活ルポ - 2020年05月26日、日経クロストレンド

過去の連載
- 丁野奈都子のグローバルナウ！ - 日経トレンディネット
- 丁野奈都子のエシカル消費探訪 - 日経トレンディネット